# Raymond Narac

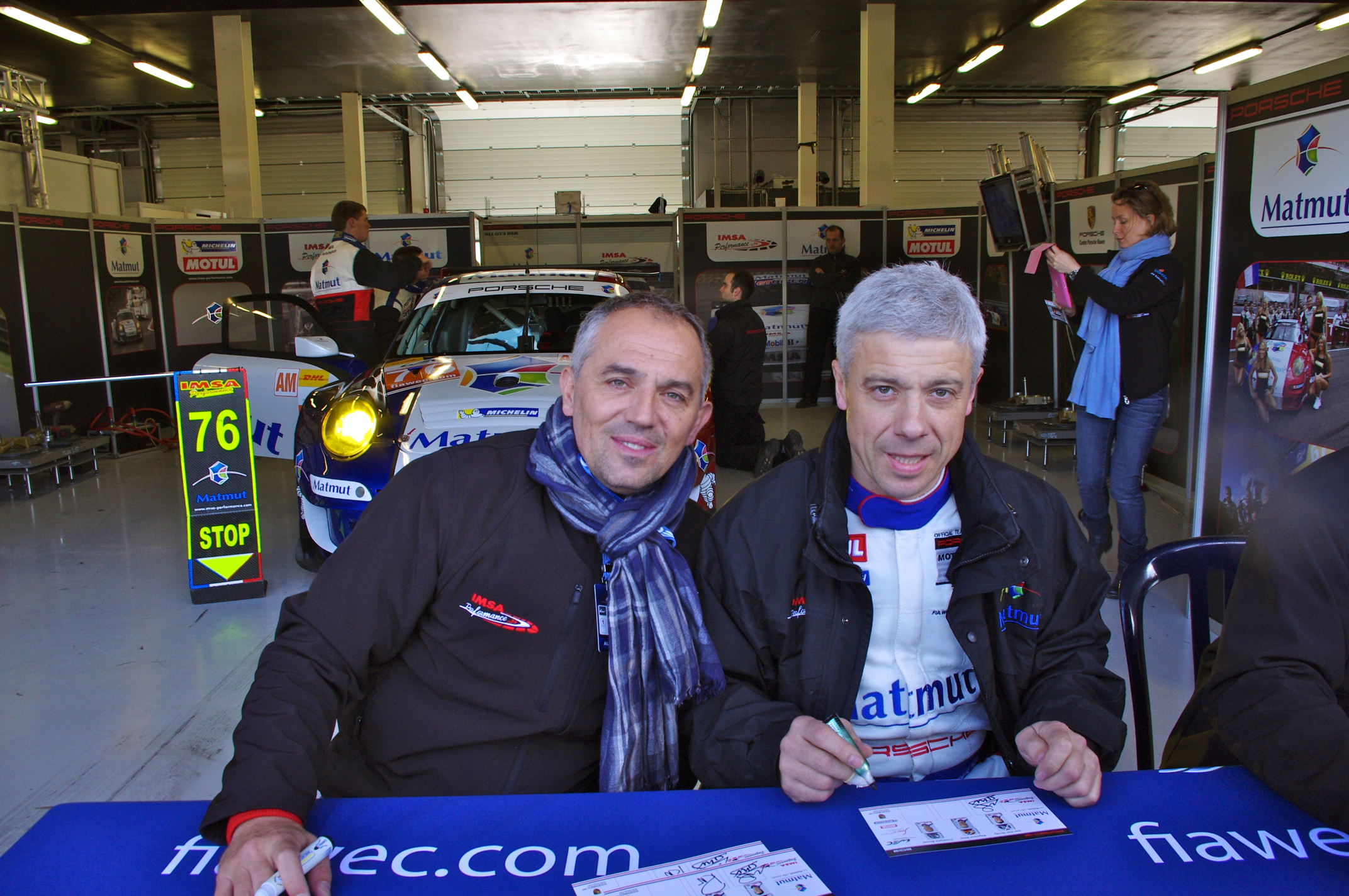
Raymond Narac (rechts) und Christophe Bourret während der Autogrammstunde im Rahmen des 6-Stunden-Rennens von Silverstone 2013

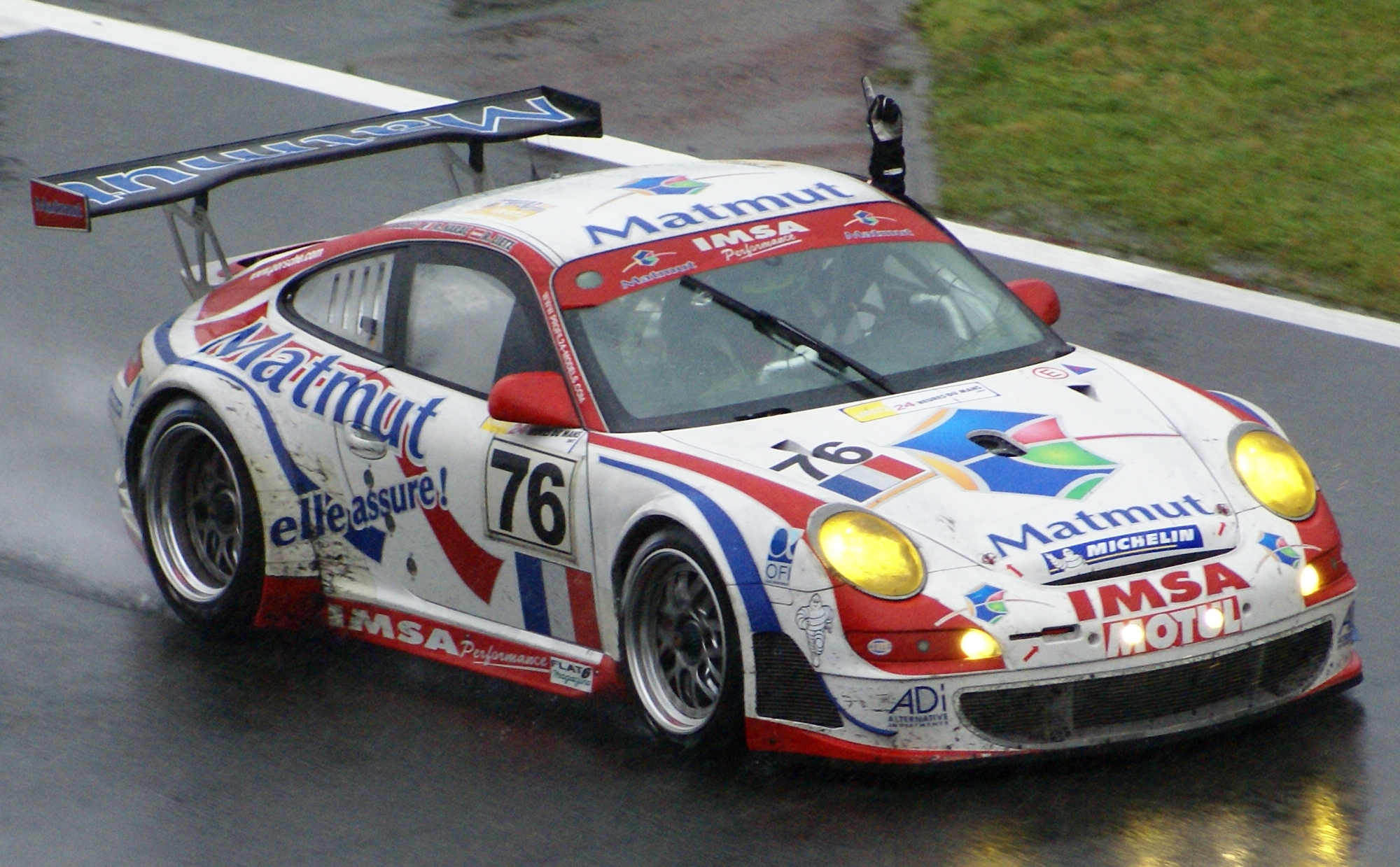
Der Porsche 997 GT3-RSR mit dem Richard Lietz, Patrick Long und Raymond Narac die GT2-Klasse beim 24-Stunden-Rennen von Le Mans 2007 gewannen

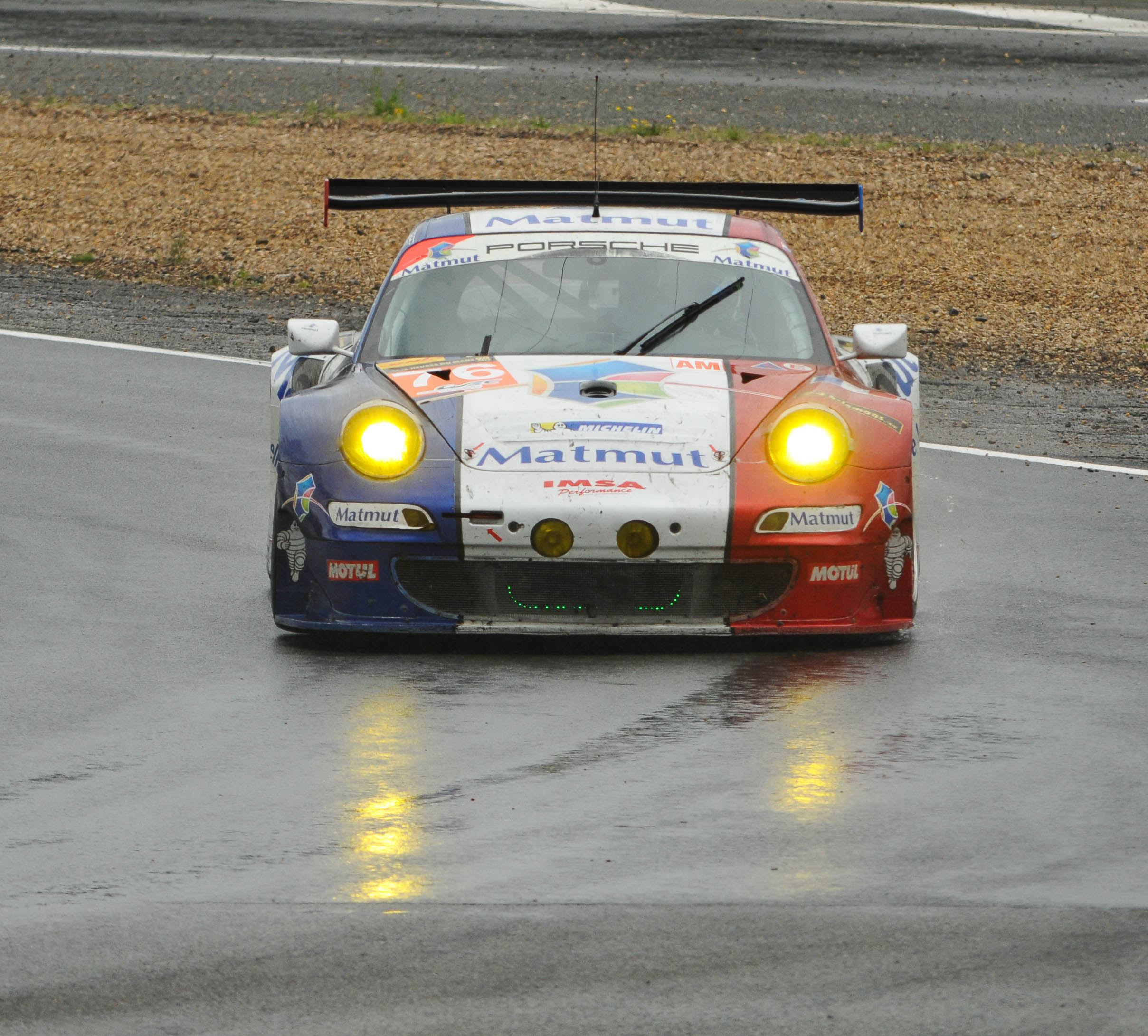
Erneuter Klassensieg in Le Mans; diesmal mit Christophe Bourret und Jean Karl Vernay 2013

Raymond Narac (* 3. März 1964 in Caudebec-en-Caux) ist ein französischer Unternehmer, Rennstallbesitzer und Autorennfahrer.

## Karriere als Rennfahrer und Teamchef
Raymond Narac's Karriere ist eng verbunden mit der Marke Porsche und dem französischen Versicherungsunternehmen Matmut. Daniel Havis, der Vorstandsvorsitzende des Unternehmens, war 2003 bei der Suche nach einer Vermarktungsplattform für die Versicherung auf den Motorsport und Narac gestoßen. Die beiden schlossen einen Sponsorvertrag ab, der von 2004 bis zum Ablauf der Saison 2015 dauerte, dann beendete Matmut das Engagement im Motorsport.
Narac hatte 2001 unter dem Namen IMSA Performance einen Rennstall gegründet, der zu Beginn keinerlei Rennaktivitäten entwickelte. Erst mit der Unterstützung von Matmut wurde die Rennmannschaft, nunmehr unter der Bezeichnung IMSA Performance Matmut, aktiv. Fast die gesamte Fahrerkarriere von Narac spielte sich im eigenen Rennstall ab. Ausnahmen waren unter anderem Einsätze für Oreca auf einem Saleen S7R in der französischen GT-Meisterschaft 2007 und der Start beim 500-km-Rennen von Bahrain 2005 auf einem Ferrari 550 GTS Maranello von Larbre Compétition.
Seine erste volle Rennsaison bestritt er 2004 in der französischen GT-Meisterschaft, die er als Gesamtfünfter beendete. Bis zum Ablauf der Saison 2015 gewann er dreimal die Gesamtwertung dieser Meisterschaft; 2007 gemeinsam mit Soheil Ayari vor Oreca sowie 2014 mit Nicolas Armindo und 2015 mit Sébastien Dumez und Olivier Pernaut.
2005 gab er sein Debüt beim 24-Stunden-Rennen von Le Mans, wo er bis 2014 als Fahrer ununterbrochen am Start war. Bei seinem ersten Antreten waren Romain Dumas und Sébastien Dumez seine Partner im Porsche 996 GT3 RSR. Das Rennen beendete das Trio an der 15. Stelle der Gesamtwertung. Narac konnte in Le Mans zwei Klassensiege einfahren. 2007 gewann er durch den 15. Rang Im Gesamtklassement mit Patrick Long und Richard Lietz die GT2-Klasse. 2013 wurde er 26. in der Gesamtwertung und errang mit den Rennpartnern Christophe Bourret und Jean Karl Vernay den Sieg in der LMGTE-Am-Klasse.
2011 und 2012 gewann er die Endwertung der GTE-Am-Klasse der European Le Mans Series. Bis zum Ende der Saison 2015 erzielte Narac 17 Gesamt- und 25 Klassensiege im GT- und Sportwagensport.

## Unternehmer
1996 gründete Narac in Rouen eine Porsche-Vertragswerkstatt. Das Porsche Center Rouen ist einer der größten Handelsbetriebe für Porsche-Alt- und -Neuwagen in Nordfrankreich.

## Statistik

### Le-Mans-Ergebnisse
| Jahr | Team                    | Fahrzeug            | Teamkollege        | Teamkollege      | Platzierung             | Ausfallgrund |
| ---- | ----------------------- | ------------------- | ------------------ | ---------------- | ----------------------- | ------------ |
| 2005 | IMSA Performance        | Porsche 996 GT3 RSR | Romain Dumas       | Sébastien Dumez  | Rang 15                 |              |
| 2006 | IMSA Performance Matmut | Porsche 996 GT3 RSR | Romain Dumas       | Luca Riccitelli  | Ausfall                 | Motorschaden |
| 2007 | IMSA Performance Matmut | Porsche 997 GT3 RSR | Patrick Long       | Richard Lietz    | Rang 15 und Klassensieg |              |
| 2008 | IMSA Performance Matmut | Porsche 997 GT3 RSR | Patrick Long       | Richard Lietz    | Ausfall                 | Unfall       |
| 2009 | IMSA Performance Matmut | Porsche 997 GT3 RSR | Patrick Long       | Patrick Pilet    | Ausfall                 | Defekt       |
| 2010 | IMSA Performance Matmut | Porsche 997 GT3 RSR | Patrick Long       | Patrick Pilet    | Rang 17                 |              |
| 2011 | IMSA Performance Matmut | Porsche 997 GT3 RSR | Nicolas Armindo    | Patrick Pilet    | Rang 17                 |              |
| 2012 | IMSA Performance Matmut | Porsche 997 GT3-RSR | Nicolas Armindo    | Anthony Pons     | Rang 21                 |              |
| 2013 | IMSA Performance Matmut | Porsche 997 GT3-RSR | Christophe Bourret | Jean Karl Vernay | Rang 25 und Klassensieg |              |
| 2014 | IMSA Performance Matmut | Porsche 997 GT3-RSR | Nicolas Armindo    | David Hallyday   | Rang 31                 |              |